# Beton

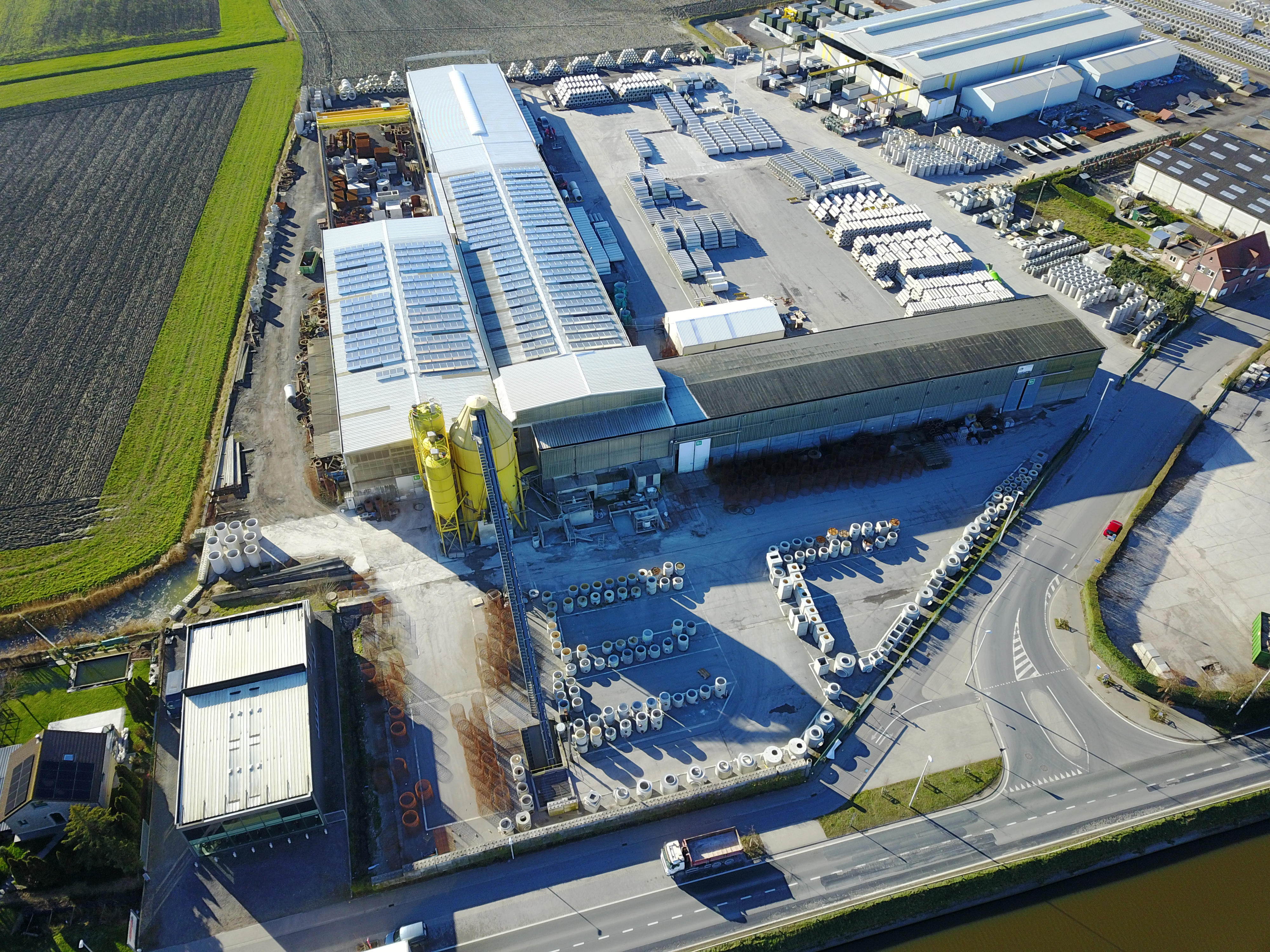
Betoncentrale met grondstof silo's in het West-Vlaamse Snaaskerke

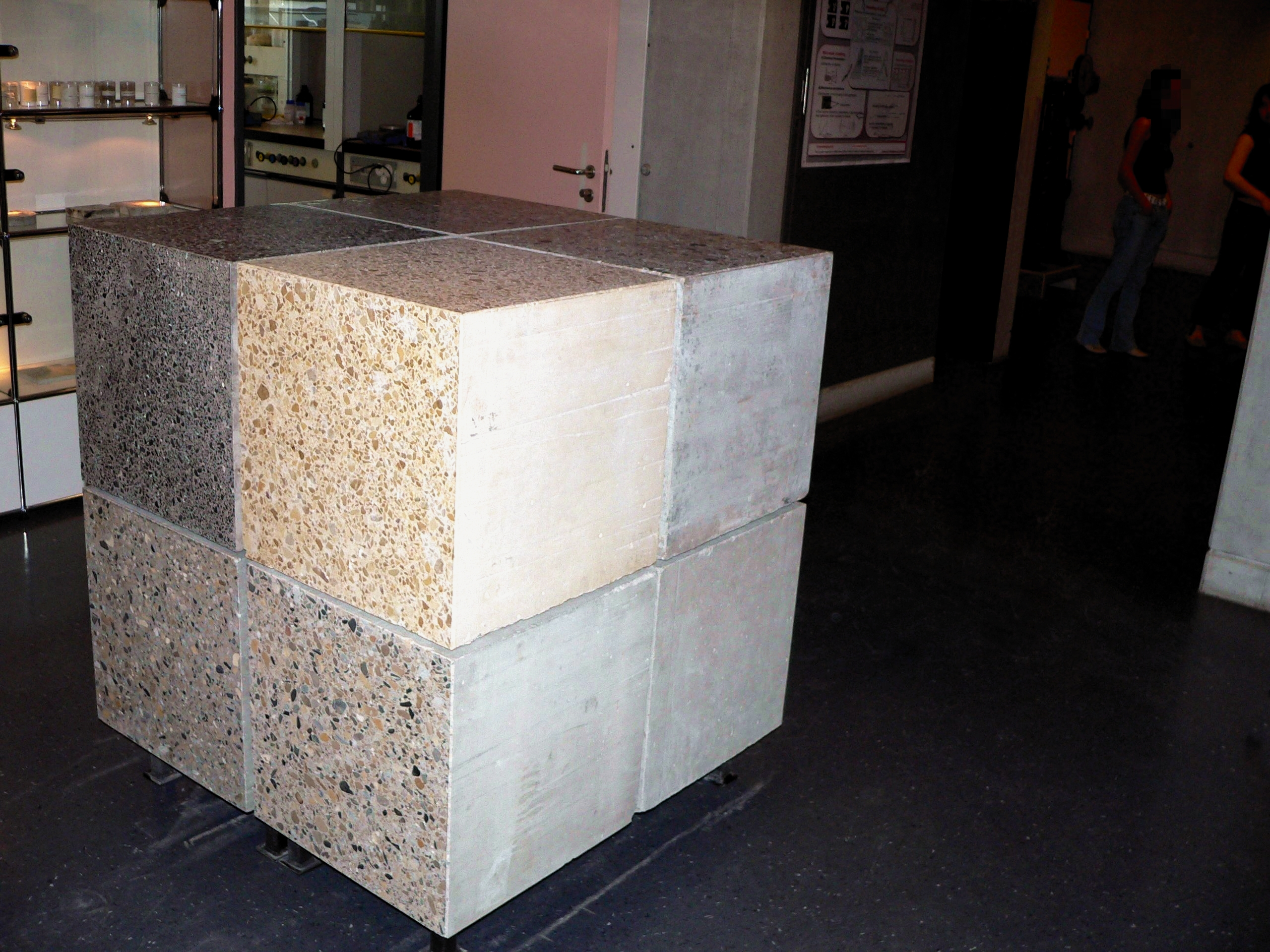
Deze kubieke meter beton stelt het jaarlijks betonverbruik per aardbewoner voor

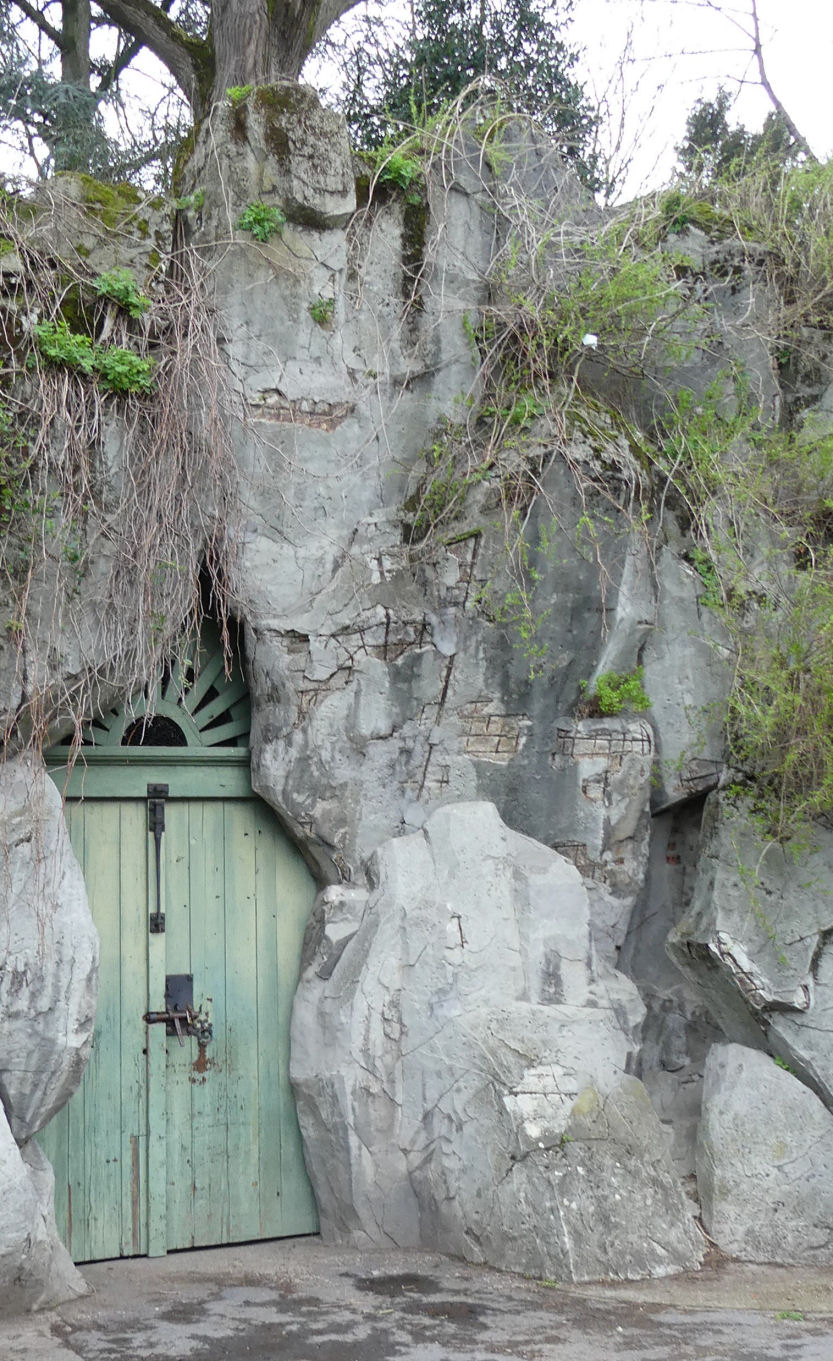
Rotspartij in het Citadelpark uit beton gemaakt door een onbekende rocailleur, Gent.

Beton is een kunstmatig steenachtig materiaal, dat als bouwmateriaal wordt gebruikt. Het moderne beton is samengesteld uit het bindmiddel cement en uit een of meer toeslagmaterialen zoals zand, grind of steenslag. Cement, veelal een anorganisch mengsel van calcium-silicaten, heeft de eigenschap dat het reageert met water tot de vorming van calcium-silicaat-hydraten. Deze hydraten vormen een netwerk en geven aldus de sterkte aan het cement in het beton.
Goed beton is een mengsel waarin de korrelgroottes van de verschillende soorten zand en grind, in de juiste hoeveelheden, elkaar zodanig aanvullen dat het mengsel uithardt tot een steenachtig en standvastig materiaal. In tegenstelling tot sommige soorten gips lost uitgehard beton niet meer op in water.
Door de relatief lage prijs van het materiaal, de relatieve inertie, de eenvoud van het gebruik en door de vele mogelijkheden is beton een veelgebruikt bouwmateriaal. Jaarlijks verbruiken de geïndustrialiseerde landen bijna een kubieke meter beton per persoon.
Tevens heeft cement, en bij uitbreiding beton, zeer interessante eigenschappen die voordelig zijn voor de conditionering van (waterige) afvalstromen. De hoge pH van het poriewater maakt dat de oplosbaarheid van de meeste metalen beperkt is. Tevens is cement intrinsiek compatibel met waterige afvalstromen, immers water wordt geconsumeerd tijdens de uitharding van het cement.

## Geschiedenis

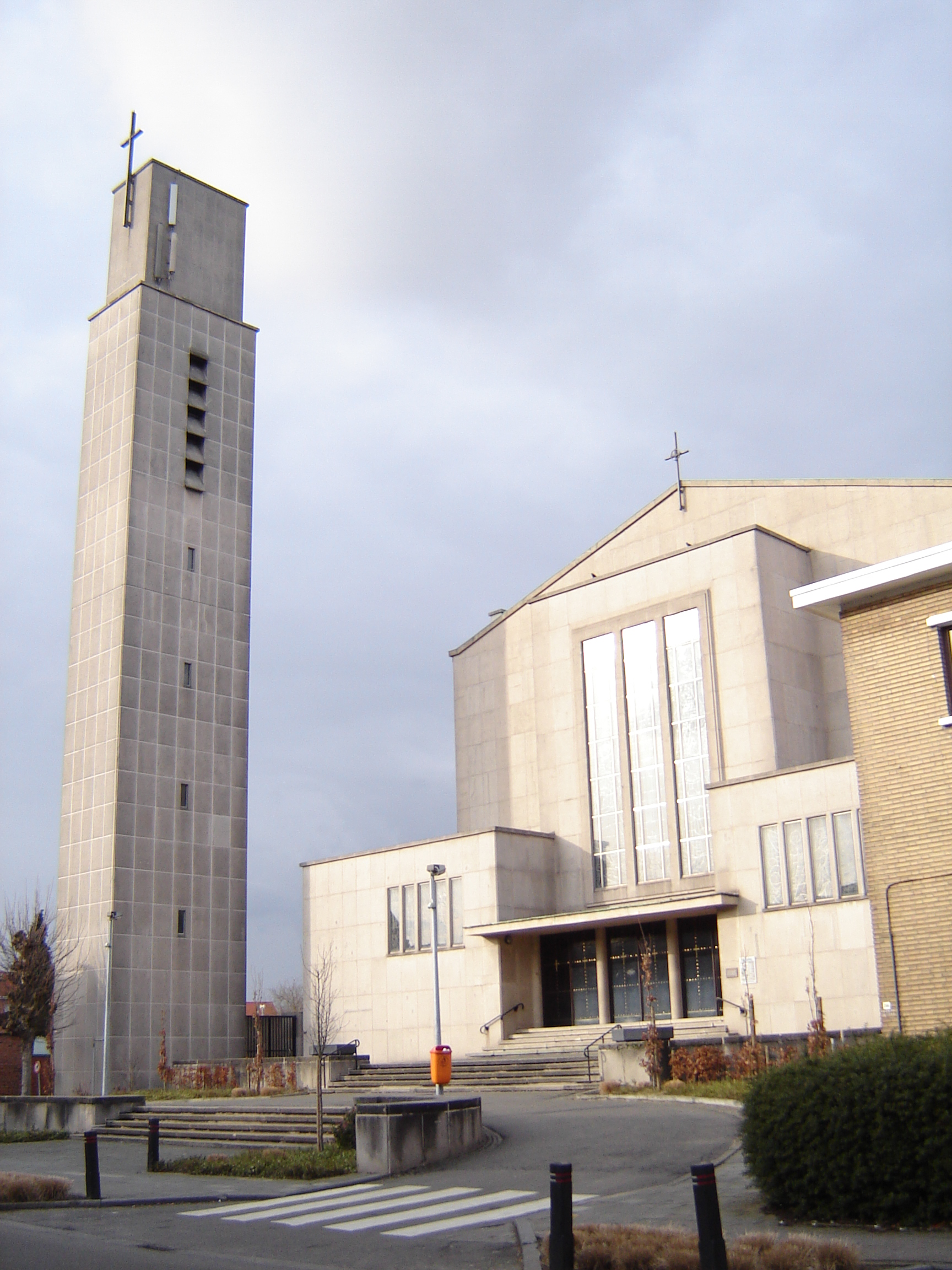
De Christus Koningkerk uit Sint-Niklaas werd tijdens het interbellum volledig uit beton opgetrokken. Ze is als oudste betonnen kerk van Vlaanderen beschermd als patrimonium.

De Egyptenaren, Babyloniërs, Feniciërs, Grieken en Romeinen kenden reeds de voordelen van het gebruik van (ongewapend) beton. De Romeinen gebruikten het bij de bouw van kademuren, bruggen en aquaducten. Ook bij de bouw van het Colosseum en het Pantheon werd door de Romeinen beton gebruikt. Als bindmiddel werd meestal kalk of tras gebruikt. Later raakte deze betontechniek eeuwenlang in onbruik. Pas in 1756 maakte de Brit John Smeaton voor de herbouw van een vuurtoren gebruik van een mengsel van kalk en klei. Na verdere verbetering van dit materiaal en na de uitvinding in 1824 van het Portlandcement (genoemd naar het Engelse Isle of Portland) door de Engelsman Joseph Aspdin (die er patent op verkreeg) werd het gebruik van beton herontdekt. De eerste industriële vervaardiging van portlandcement wordt in 1842 geplaatst. In Nederland werd in 1870 te Delfzijl een kleine portlandcementfabriek geopend. Momenteel wordt wegens de goede eigenschappen meer en meer hoogovencement gebruikt, dat sinds 1931 bij de Hoogovens, het huidige Tata Steel Europe te Velsen, wordt gefabriceerd. Ondanks het voortschrijdend inzicht en technische ontwikkelingen, is het huidige beton minder bestand tegen zeewater, dan het beton dat door de Romeinen werd gebruikt. Onderzoek aan het Massachusetts Institute of Technology heeft uitgewezen, dat ze Calciumoxyde (ongebluste kalk) gebruikten, terwijl het moderne beton gebluste kalk bevat. Het mengen met ongebluste kalk, ook wel "hot mixing" genoemd, geeft een zelfherstellend vermogen aan het beton.
Omstreeks 1845 werden ook de eerste experimenten met gewapend beton uitgevoerd. Zie Geschiedenis van gewapend beton voor meer informatie hierover.
Een essentieel basisingrediënt van beton is zand. Voor sterk beton zijn zandkorrels nodig met een hoekig, ruw oppervlak. Zandkorrels die gladgesleten zijn, zoals woestijnzand, zijn niet geschikt. Eind 20e eeuw en begin 21e eeuw begint geschikt zand, benodigd voor steeds grotere bouwprojecten, wereldwijd schaars te worden hetgeen leidt tot internationale conflicten en inmenging van georganiseerde misdaad.

## Samenstelling
Beton ontstaat door water te mengen met een bindmiddel (zoals cement) en granulaat (zand en grind), vulstoffen en eventueel met toeslagstoffen. Bij de juiste verhoudingen worden de holtes tussen het grind vrijwel geheel gevuld met zandkorrels waarbij het cement de verschillende korrels aan elkaar plakt. Na uitharding kan de hardheid en duurzaamheid van natuurlijk gesteente worden geëvenaard.
Het toegepaste betonrecept is enerzijds afhankelijk van de gewenste sterkte en gewenste eigenschappen en anderzijds van de omgeving waar de betonconstructie zich in bevindt (milieuklasse van het beton).

### Water
Water kan niet onbeperkt worden toegevoegd. Door meer aanmaakwater te gebruiken wordt het beton weliswaar beter verwerkbaar, het eindresultaat is echter slechter. De verharding van cement is een chemische reactie die een beperkte hoeveelheid water vraagt; een teveel aan water levert zwakker beton ("water is vergif voor beton"). Een tekort aan water zorgt er echter weer voor dat niet alle cement reageert. Bijgevolg is een juiste verhouding tussen water en cement (de zogeheten water/cementfactor) noodzakelijk om een goede kwaliteit beton te verkrijgen.

### Bindmiddel
Er zijn een aantal mogelijke bindmiddelen. Een eerste mogelijk bindmiddel is gebaseerd op kalk, zoals de Romeinen het gebruikten. Dit is in onbruik geraakt. De eigenschappen leken het meest op het tegenwoordige metselspecie of ongewapend beton. Bij gebruik van het bindmiddel asfalt ontstaat asfaltbeton, dat gebruikt wordt voor de wegenbouw, parkeerplaatsen, bedrijfsvloeren. Men gebruikte vroeger ook pek/teer als bindmiddel. Deze worden vandaag de dag niet meer gebruikt in verband met hun vervuilende eigenschappen en slechtere mechanische eigenschappen.
In het meeste beton wordt tegenwoordig een calcium-silicaat-cement als bindmiddel gebruikt, In België zijn vandaag portlandcement en hoogovencement de populairste in deze categorie. Naast de calcium-silicaat-cementen bestaan er echter vele andere cementen, zoals calcium-aluminaat (beter bekend onder zijn Franse term: "Ciment Fondu"), alkali-geactiveerde slakken, geopolymeren en calcium-aluminaat-fosfaat.

### Toeslagmateriaal
Een belangrijk onderdeel van het betonmengsel is het granulaat. Hoe kleiner en fijner de gebruikte korrels des te meer water noodzakelijk is.
- zand
- grind
- steenslag

Als aanvulling of vervanging van deze granulaten wordt soms ook een toeslagmateriaal bijgevoegd:
- vulstof, een inert poeder van gemalen baksteen dat de stabiliteit van het mengsel verhoogt;
- vliegas (poeder dat veel aluminium silicaat bevat), dat als plastificeerder optreedt en puzzolane eigenschappen heeft;
- silica fume (ultrafijn silicium oxide poeder) met sterke puzzolane eigenschappen;
- recyclinggranulaat;
- gegranuleerde hoogovenslak, gemalen als poeder (hoogovencement) of als granulaat.

### Hulpstoffen en toevoegsels
In beton kunnen verschillende hulpstoffen gebruikt worden. Deze dienen om de eigenschappen van het beton te verbeteren of aan te passen.
- (super)plastificeerders die de verwerkbaarheid van het beton verhogen zonder extra water toe te voegen (te veel water zou de sterkte verminderen);
- bindingsversnellers;
- bindingsvertragers zoals suiker waardoor het betonmengsel langere tijd verwerkbaar blijft;
- luchtbelvormers, om de vorstbestendigheid van het beton te verhogen;
- water vasthoudende stoffen, om onder water beton te kunnen gieten;
- kleurpigmenten;
- schuimvormers, om een geringe dichtheid en daardoor een betere isolatiewaarde (warmte-isolatie) te verkrijgen.

## Eigenschappen
Beton is een relatief bros materiaal met een hoge druksterkte (de kubusdruksterkte bedraagt bij traditioneel beton 5 - 55 N/mm2, dat wil zeggen dat een betonnen kubus met een ribbe van 150 mm het gewicht van zo'n 120 000 kg kan dragen) terwijl de treksterkte slechts ongeveer 1/10 van de druksterkte is. Beton voor constructies moet in Nederland een KOMO-certificaat hebben en in België een BENOR-certificaat en wordt vrijwel uitsluitend geleverd door gespecialiseerde betoncentrales, waardoor een constante samenstelling en kwaliteit van het beton kan worden gewaarborgd. Het grootste voordeel van beton is dat het flexibel toe te passen is. Voordat het uithardt, kan het in vele mogelijke vormen gegoten worden. Normaal beton weegt ongeveer 2400 kilogram per m³, echter speciale betonsoorten kunnen hier sterk van afwijken. Aangemaakt beton heeft een beperkte tijd waarbinnen het verwerkt moet worden, vaak is er een verwerkingstijd van maximaal 120 minuten.

### Nat en vochtig beton

#### Zet- en schudmaat

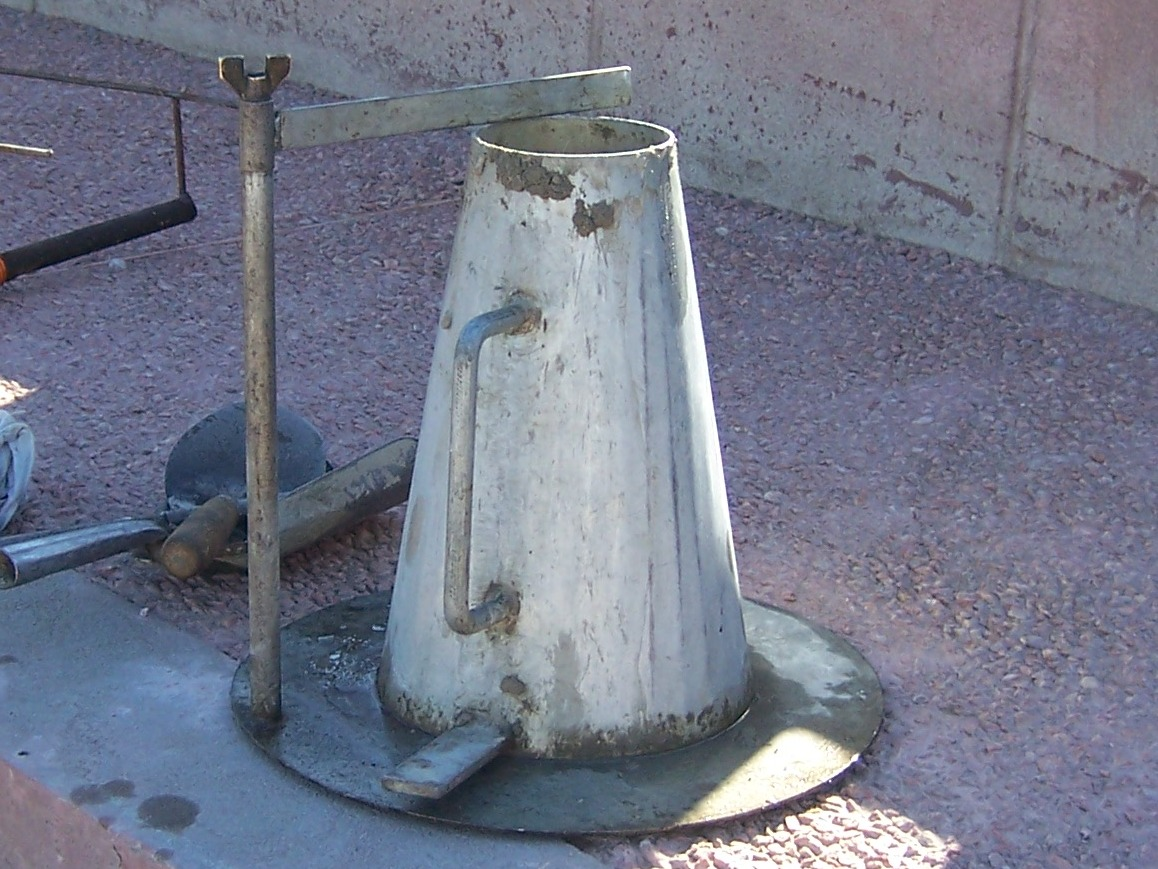
Kegel van Abrams

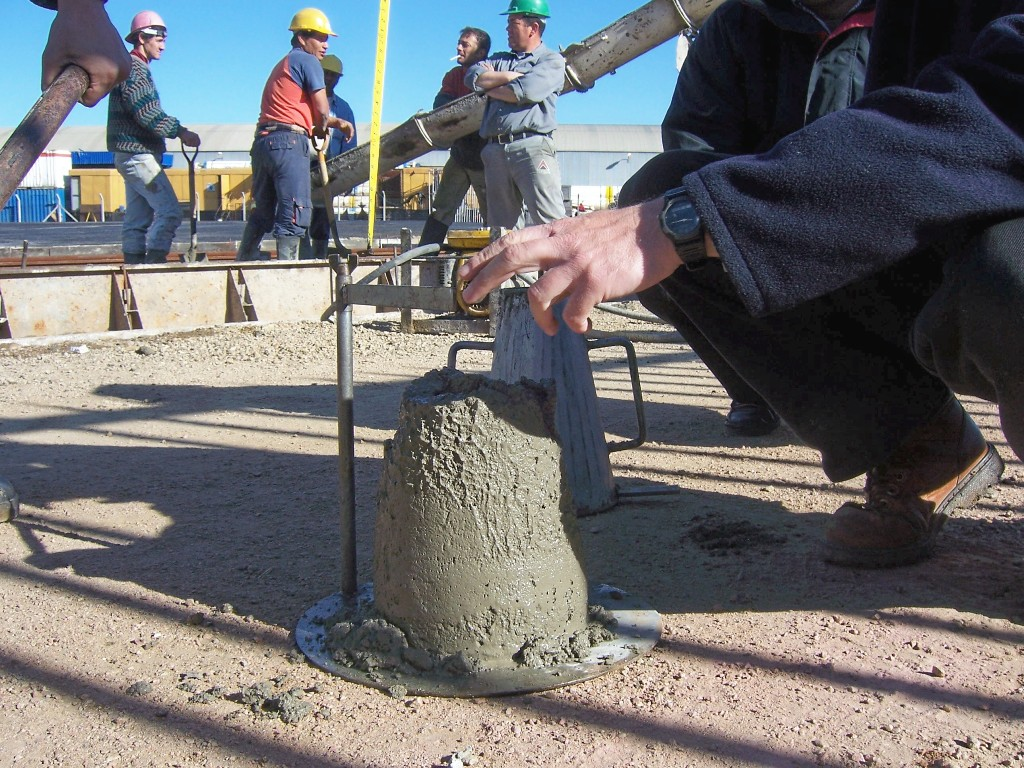
Bepalen van de inzakking

De zetmaat van een betonmengsel is een maat voor de plasticiteit ervan. Met een metalen vorm, de kegel van Abrams, wordt een hoeveelheid betonmengsel op een tafel geplaatst. De originele hoogte van de kegel is 300 mm. Na het plaatsen wordt de metalen kegel omhooggetrokken en het beton zakt uit. De inzakking wordt gemeten, dit is de zetmaat, bijvoorbeeld 80 mm.
Een andere maat voor de plasticiteit is de schudmaat. De schudmaat wordt bepaald door het scharnierende tafelblad waarop de zetmaat is bepaald een aantal keren tot een voorgeschreven hoogte op te tillen en te laten vallen. De uitgezakte betonkegel zal hierbij nog verder uitzakken en de diameter van het uitgezakte beton bepaalt de schudmaat.

### Verhard beton

#### Sterkte
Men kan de sterkte van het beton meten door middel van een
- trek- en drukproef;
- splijtproef (Braziliaanse proef);
- buigtreksterkteproef;
- met een betonproefhamer;
- met ultrageluid;
- gewogen rijpheidsgrafiek.

| Tot 2005 | Vanaf 2005 Nen-EN-206 |
| -------- | --------------------- |
| B15      | C12/15                |
| B25      | C20/25                |
| B35      | C28/35                |
| B45      | C35/45                |
| B55      | C45/55                |
| B65      | C53/65                |
| B75      | C60/75                |
| B85      | C70/85                |

C20/25 betekent een karakteristieke cilinderdruksterkte van 20 N/mm2 en een  karakteristieke kubusdruksterkte van 25 N/mm2.

## Methoden van betonproductie

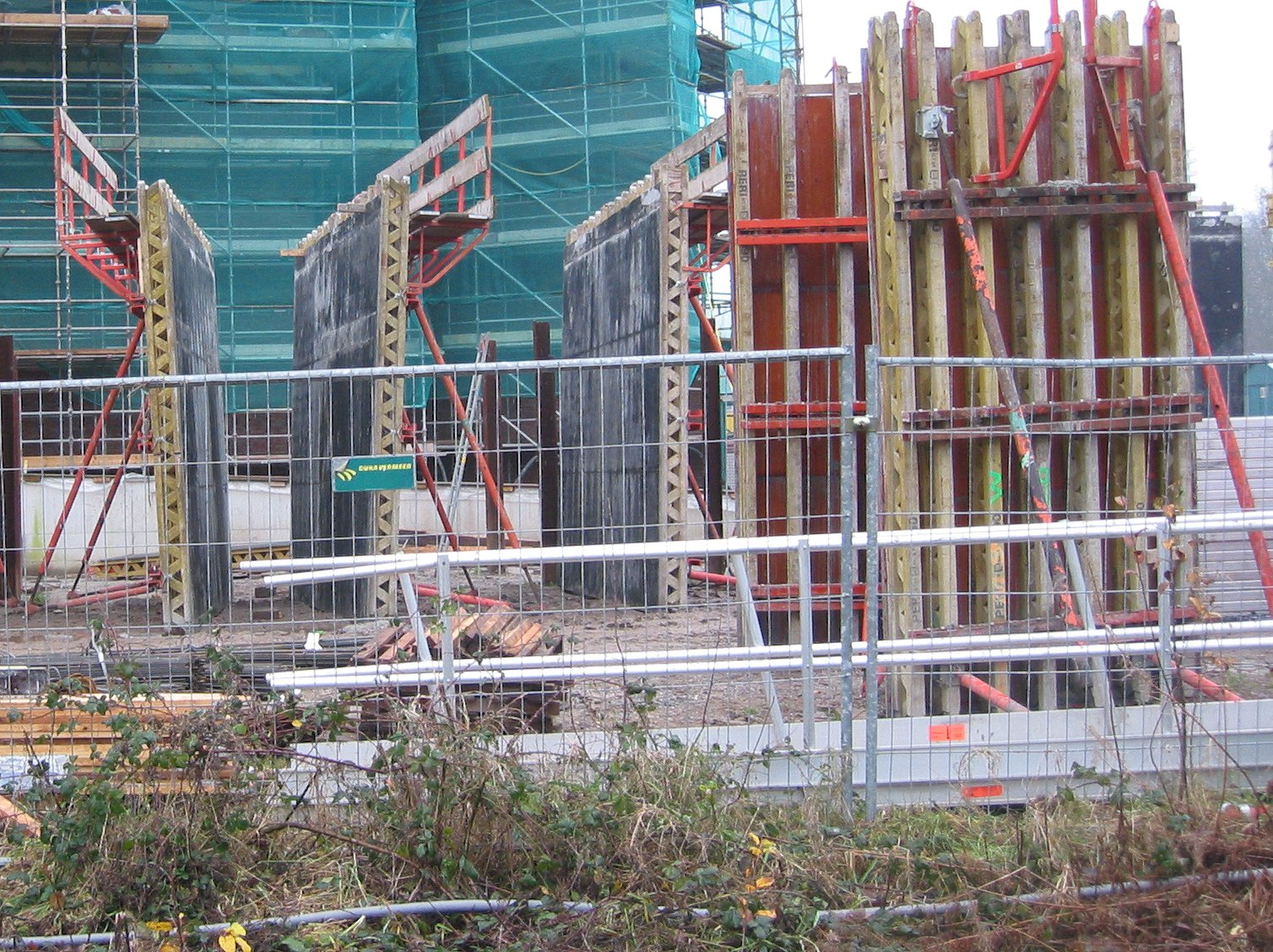
Systeembekisting

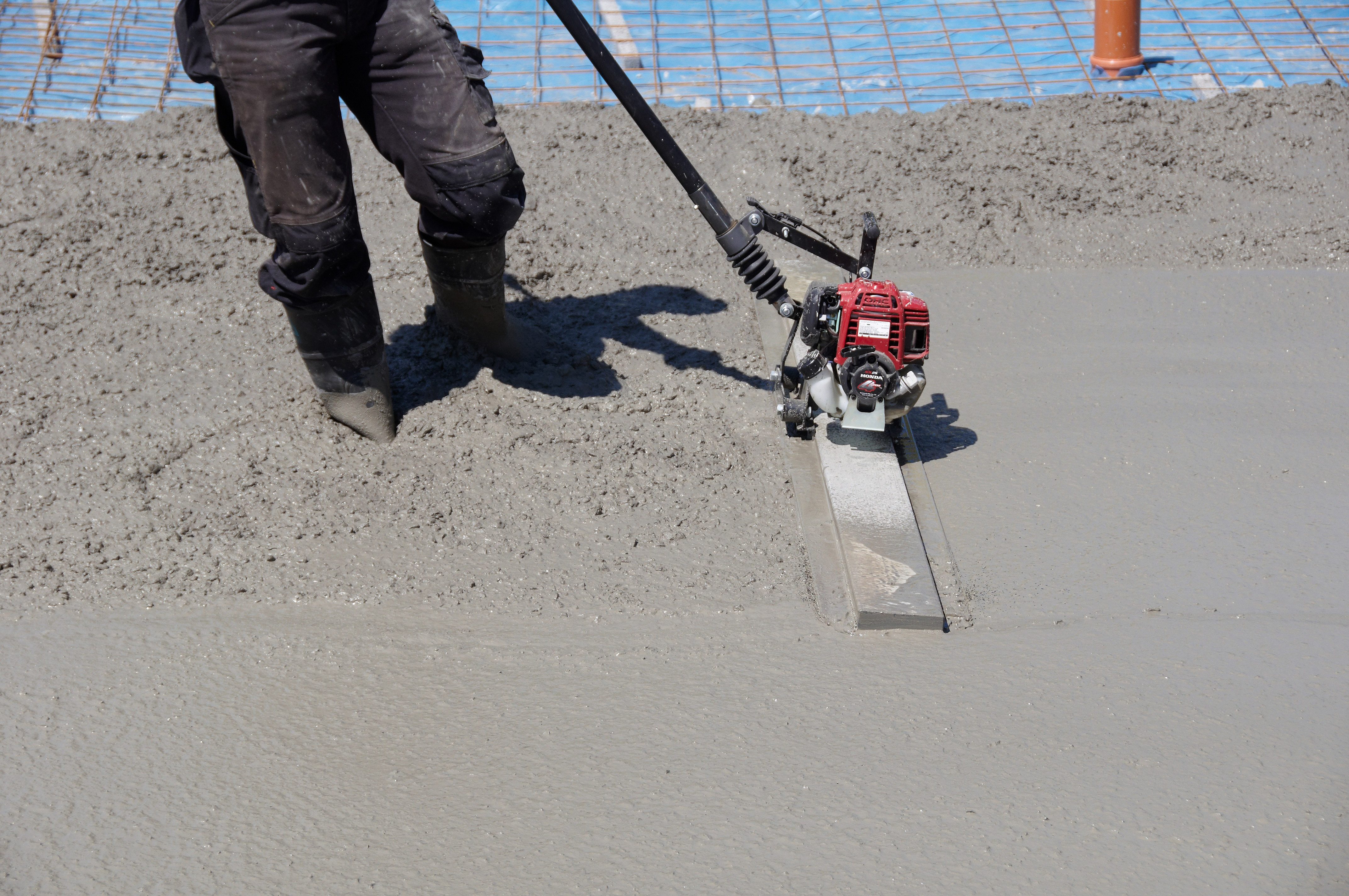
Vlak maken van vers gestort beton met een trilplaat

Gieten of storten in de bekisting
Beton is een lopende brij die in de juiste vorm gehouden moet worden. Vanwege het hoge gewicht en de daarmee gepaard gaande grote krachten is een versterkte bekisting nodig. Naast de traditionele houten bekisting onderscheidt men: glijbekisting (bekisting die langzaam mee beweegt naarmate het storten vordert, in gebruik bij onder andere de wegenbouw), systeembekisting (meermaals bruikbare bekisting), verloren bekisting (bekisting die niet meer verwijderd wordt en ter plekke achterblijft).
Verdichten
Bij het verdichten wordt vaak gebruikgemaakt van een trilnaald. Bij kleinere hoeveelheden of oppervlaktes wordt ook wel een houten balkje gebruikt. Het doel van verdichten is om de luchtbellen uit het mengsel te verwijderen.
Bescherming tegen uitdroging
Indien het verse beton uitdroogt, zal het krimpen waardoor er trekspanningen optreden die het beton laten scheuren (krimpscheuren). Te snelle uitdroging kan voorkomen worden door het beton nat te houden, door chemische producten te gebruiken (zogenaamde curing compound), door het beton af te dekken (met een folie of zeil) of door het in een ruimte te plaatsen met een zeer hoge luchtvochtigheid (een zogenaamde klimaat- of hardingskamer).
Bescherming tegen vorst of oververhitting
Hoe lager de temperatuur, des te langzamer het beton uithardt. Onder 0 °C vindt geen uitharding meer plaats. Buiten gestort beton moet dus zo nodig tegen vorst worden beschermd. Dit kan onder andere door infraroodlampen te gebruiken of beton aan te maken met warm water. Verharden van beton is een exotherme reactie; er komt warmte vrij en dit kan voldoende zijn om de temperatuur hoog genoeg te houden, maar hierdoor is het soms ook niet mogelijk om grote hoeveelheden beton in één keer te storten. In dat geval moeten er buizen in het beton opgenomen worden, waar koud water doorheen circuleert om de warmte af te voeren.
Bescherming tegen ontmenging
Tijdens het storten en gedurende de eerste periode van het uitharden kan ontmenging (segregatie) optreden. Dat houdt in dat de zwaardere granulaatkorrels naar beneden zakken. Dit kan voorkomen worden door:
- voldoende fijne deeltjes toe te voegen;
- een niet te hoge water/cement-factor te gebruiken;
- niet te lang te trillen;
- een minder plastisch beton te gebruiken;
- een stabilisator te gebruiken.

## Soorten beton

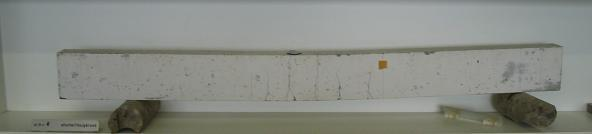
De sterkte van beton kan worden gemeten met diverse proeven

- Gepolijst beton is een vorm van afwerking van beton. Het is een techniek om verdichting en glans aan te brengen. Deze methodiek van afwerken van betonnen oppervlakken geniet de laatste jaren steeds meer interesse.
- Gewapend beton is een combinatie van beton en stalen staven (betonijzer), wapening genoemd. De staven worden daar aangebracht waar trekspanning zal optreden. Op dit procedé werd in 1867 door de Fransman Joseph Monier een patent verkregen. Het met staal wapenen van beton kan omdat de thermische uitzettingscoëfficiënt van staal gelijk is aan die van beton. Betonrot is een aantasting van het beton die veel voorkomt bij gewapend beton van lage kwaliteit. Het treedt vaak op bij onvoldoende dekking van de wapening in het beton, waardoor deze gaat roesten. Het is herkenbaar aan de roestvlekken aan de oppervlakte van het beton. De steeds dikker wordende roestlaag drukt uiteindelijk het omliggende beton weg waardoor dit afbrokkelt. Betonrot wordt vooral veroorzaakt door carbonatatie en insijpeling van vocht en chloorionen, afkomstig uit bijvoorbeeld strooizout.
- Hogesterktebeton (HSB, vanaf 65 N/mm2) of ultrahogesterktebeton (UHSB, vanaf 150 N/mm2).
- Voorgespannen beton lijkt op gewapend beton, maar in aanvulling op betonijzer wordt er gebruikgemaakt van voorgespannen (of nagespannen) staaldraden en -kabels in het beton. Door het spannen van de kabels wordt in de trekzone een drukkracht op het beton aangebracht welke de trekkracht als gevolg van de externe belasting compenseert. Hierdoor kan een voorgespannen betonelement een grotere belasting opnemen dan een element van gewapend beton van dezelfde afmetingen. Geprefabriceerde voorgespannen liggers worden veel toegepast bij de constructie van viaducten en vloeren.

### Ecobeton
Ecobeton is een beton dat door zijn samenstelling en structuur de biodiversiteit stimuleert. Een belangrijke toepassing is het gebruik in strekdammen en golfbrekers, waar mariene organismen zich gemakkelijker kunnen hechten aan de vele gaatjes en richels op het beton. Ecobeton zou ook minder ongewenste stoffen afscheiden.

### Indeling
- - volgens de aard van de gebruikte materialen: grindbeton, steenslagbeton, sintelbeton, bimsbeton, hollithbeton, staalvezelbeton.
  - volgens de wijze van vervaardiging: stampbeton (een mengsel met een laag cementgehalte dat geschikt is voor ongewapende fundering), trilbeton, schokbeton, spuitbeton, vacuümbeton, gasbeton.
  - naargelang het doel waarvoor het bestemd is: hogesterktebeton, zelfverdichtend beton, onderwaterbeton, schoonbeton, licht beton, zwaar beton, aardvochtig beton (betonwaren industrie).
  - afhankelijk van de wijze van productie: betonnen onderdelen kunnen ofwel geprefabriceerd worden ofwel in het werk ter plaatse (in situ, of ter plaatse gestort) gemaakt worden. In het laatste geval wordt het beton aangevoerd van de betoncentrale, daarna in de bekisting gestort en getrild, waarna het kan uitharden. Standaardelementen zoals rioleringsbuizen en profielen worden vooraf in de fabriek gemaakt (geprefabriceerd beton). Doordat alles binnen de fabriek in optimale omstandigheden gebeurt is de kwaliteit van prefabbetonelementen in de regel beter dan die van ter plaatse gestort beton. Nadeel is dat grote, zware elementen niet altijd over de weg vervoerd kunnen worden.

### Transport

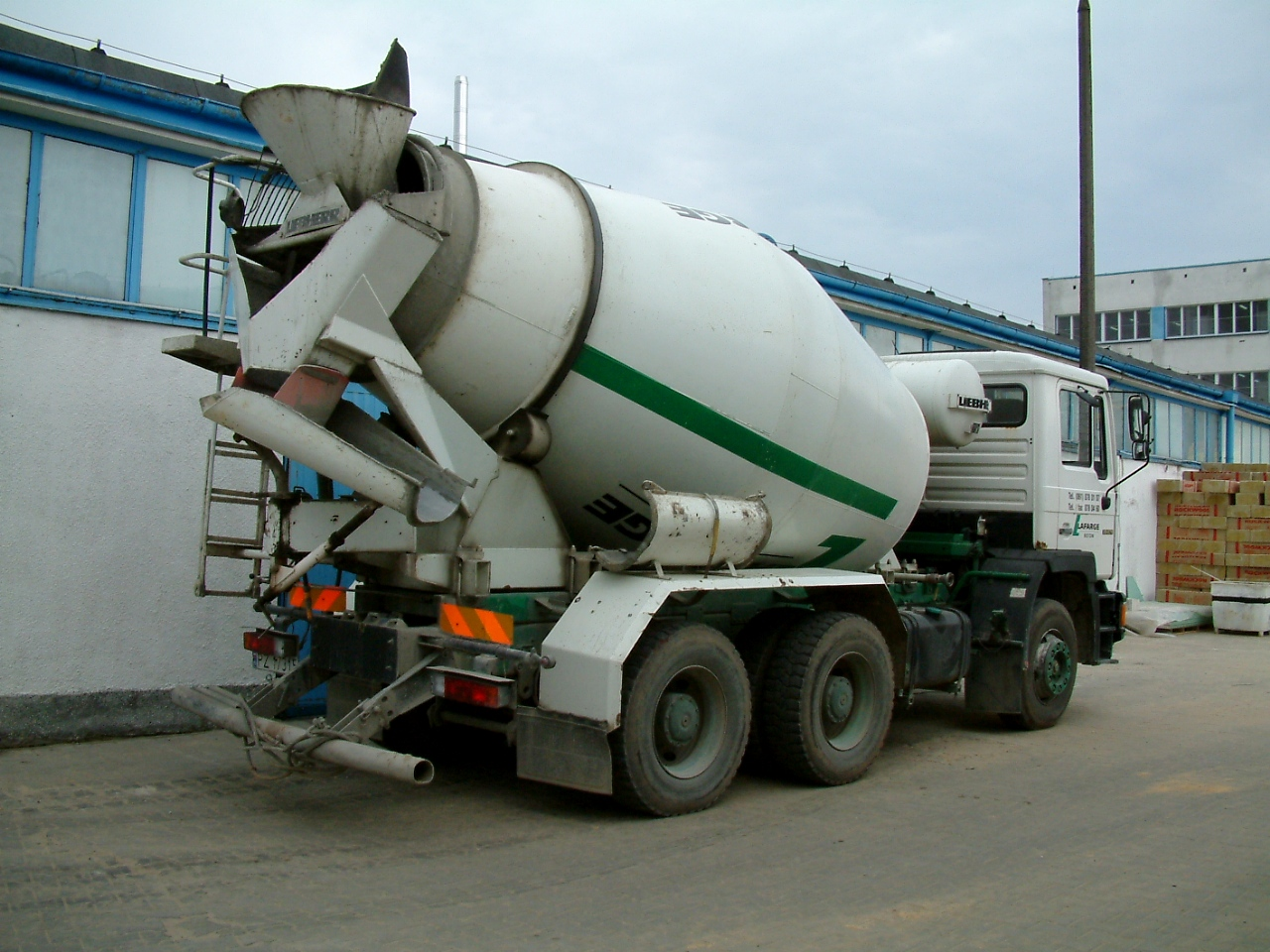
Zelfrijdende betonmolen

Over de weg wordt beton doorgaans vervoerd met een zelfrijdende betonmolen. 
Op / bij het terrein van een betonfabriek werd vaak smalspoor gebruikt. Alleen te Koudekerk aan de IJssel is het nog aanwezig, ook naar kade buiten het terrein.